# USS Pinckney (DDG-91)
USS Pinckney (DDG-91) — 41-й эскадренный миноносец из серии запланированных к 13 сентября 2002 г. 62 эсминцев УРО типа «Арли Бёрк», строительство которых было одобрено Конгрессом США.